# CSI: Crime Scene Investigation (computerspel)
CSI: Crime Scene Investigation is een videospel gebaseerd op de gelijknamige televisieserie. Het spel werd ontwikkeld door 369 Interactive en uitgebracht door Ubisoft voor de PC in 2003. Het spel werd tevens uitgebracht door Aspyr voor de Mac.

## Speelwijze
In het spel neemt de speler de rol aan van een nieuwe CSI medewerker, die vijf moordzaken moet onderzoeken. Bij het onderzoek wordt de speler begeleid door een ervaren medewerker (een van de hoofdpersonen uit de televisieserie).
Om de zaak op te lossen moet de speler bewijzen verzamelen met de daarvoor beschikbare hulpmiddelen, en deze bewijzen onderzoeken in het laboratorium. Tevens moeten mensen worden ondervraagd. Indien nodig kan de speler zijn of haar partner om een tip vragen, maar dit levert aan het eind van de zaak wel een lagere score op.
Net als in de andere spellen, CSI: Dark Motives, CSI: 3 Dimensions of Murder en CSI: Miami blijkt de vijfde en laatste zaak ook te maken te hebben met de voorgaande vier.

## De zaken

### Case 1 -Inn & Out
Het lichaam van een vermoorde vrouw wordt gevonden in een hotelkamer, vastgebonden aan het bed. In het eerste deel van de zaak wordt het verhaal verteld door een stem van een persoon die niet in beeld verschijnt, en die de speler vertelt wat hij/zij moet doen. Later in de zaak krijgt de speler de vrijheid zelf op onderzoek uit te gaan en bewijzen te onderzoeken. Hij/zij wordt geholpen door Gil Grissom.

### Case 2 -Light My Fire
Er is brand gesticht in het thuiskantoor van een zakenman. De speler werkt samen met Sara Sidle.

### Case 3 -Garvey's Beat
De speler moet de dood van een politieagent onderzoeken. Hij/zij wordt geholpen door Nick Stokes.

### Case 4 -More Fun Than a Barrel of Corpses
De CSI krijgt een vreemd telefoontje. Bij nader onderzoek naar de beller komt de speler een lijk tegen in een ton. Partner in deze zaak is Warrick Brown.

### Case 5 -Leda's Swan Song
Grissom wordt vermist en de speler moet hem vinden. In deze zaak krijgt de speler tevens de kans de plaatsen delict van zaken 1 t/m 4 opnieuw te onderzoeken. Hij/zij wordt geholpen door Catherine Willows.